# Syngnathia
Syngnathia là một dị tật bẩm sinh khá hiếm gây ra sự dính chặt giữa hàm trên và hàm dưới bằng những sợi gân. Trẻ sơ sinh có bệnh này thường được giải phẫu ngay sau khi sinh. Các nhà nghiên cứu khoa học có tìm ra một số bằng chứng về sự tương tác giữa gen Foxc1 đột biến và gen Fgf8 gây ra sự phát triển không cân đối của bộ răng hàm mặt của thai nhi. Cũng có một vài bằng chứng cho rằng đột biến mất chức năng của Foxc1 gen cũng dẫn tới bệnh này.